# 曉之護衛
《曉之護衛》（暁の護衛）為AKABEiSOFT2的姊妹品牌香格里拉（しゃんぐりら）於2008年3月27日發售的戀愛冒險類型成人遊戲。2008年12月25日發售Fan Disk《曉之護衛〜主角們的休息日〜》（暁の護衛〜プリンシパルたちの休日〜）。2010年4月22日發售續作《曉之護衛〜重罪末世論〜》（暁の護衛〜罪深き終末論〜）。
5pb於2012年9月20日發行PSP／PS3的移植版《曉之護衛三部曲》，18禁版於2014年2月28日由あかべぇそふとすりぃ發售。其內容為三部作品的合集。

## 世界觀
在日本不遠的將來，許多城市的犯罪率上升治安敗壞，原本維繫治安的警察機關漸漸的失去了應有的功能，曉東市由於對於犯罪現象提出了各式各樣的應對方法，因而成為日本治安最好的地方，吸引了許多人遷入居住，造成物價高漲，作為擁有著230萬人口日本有數大都市，以維繫治安的理由，將資本家擁有的街市土地與其他地區隔離，被隔離的地區被稱之為「禁止區域」，將治安的維繫集中在市街上，「禁止區域」成為治安的死角。住在令人欣羨的治安天堂，又手無縛雞之力的資本家大小姐，理所當然成為了他人覬覦的對象。為了保護資本家千金小姐，城市成立了專門教育機關，並為了可以隨時保護資本家的千金小姐，讓資本家的千金與保鑣在同校學習。

## 登場角色

### 曉之護衛本篇的主要角色
朝霧海斗（聲：木内秀信）
因緣際會之下，拯救即將被擄的大小姐二階堂麗華，被指定為專屬保鑣，這個消息使整個學校的學生跌破了眼鏡，因為在他們的印象裡，海斗是無論態度、舉止甚至是言行都很差勁的學生，在學校時表現出一副無論體育或者學業都不上心的樣子，被認為是保鑣候補者的汙點。其實上，海斗擁有著敏銳的觀察力，很容易掌握到事情的重心。對於自己感興趣的事情會專注的進行學習，除此之外的事情則提不出半點動力。運動能力拔擢，其體術甚至能與古武術的高手神崎佃吾郎比擬，甚至能對其使出必殺一擊。一旦面臨到生死關頭，展現出超乎尋常的冷靜，甚至能夠立刻實踐由書中所得到的知識。對個性冷漠或者孤寂的人，有著莫名的魅力。由於不想被人得知其出生於「禁止區域」的事實以及佐竹校長的隱匿，其履歷上在入學前的資料一片空白。平常一付泰然自若的態度，絕口不提過去的受虐及父親的扭曲教育，可是仍會想得知父親有關的事情。喜歡讀書，有著模仿別人聲音的興趣，擅長模擬二階堂麗華的聲音。
二階堂麗華（聲：大波こなみ）
140cm 70/51/74
在日本數一數二的資產家二階堂家的雙胞胎千金，學業出色，成績幾乎都是100分。因為無法信任家里所聘雇的保鑣，因此辭退了所有身邊的保鑣，單身上下學。在上下學時被黑衣男子擄走，由於朝霧海斗幫忙才幸免於難，認為海斗的保鑣行為是不為利益只為助人，主動的指定海斗為其專屬保鑣。雖然海斗的劣跡斑斑，然而在也沒有其他被麗華信任的保鑣情況下，二階堂家同意聘雇海斗。有點任性與強氣的大小姐，帶有小惡魔般的個性，有著讓人意想不到的大方與體貼，對於自己的身材(特別是胸部)比妹妹彩差的事情感到很在意，一直在想辦法豐胸。常跟海斗拌嘴。由於其身材與個性，常被誤認為是雙胞胎的妹妹，但其實是姐姐。
二階堂彩（聲：榊原ゆい）
158cm 87/56/85
在日本數一數二的資產家二階堂家的雙胞胎千金，個性平淡溫和，仰慕海斗的人品。給人高雅的印象，然而在不被人知道的地方收藏著大量的漫畫，同時也是電玩的高手。身材比姊姊好(尤其是胸部)，在加上高雅的個性，常被誤認為是雙胞胎的姊姊，但其實是妹妹。很在意自己的薄弱存在感，羨慕著有個性且樣樣都表現出色的麗華。喜歡動物，專屬保鑣為宮川尊徳。
倉屋敷妙（聲：如月葵）
155cm 80/59/83
在曉東市有著總公司的倉屋敷家的長女，個性任性好強，將二階堂麗華當作是自己的對手，無論是運動還是學業都很差，走超過50公分就得休息，倉屋敷家以電機工業聞名，然而卻一點也沒遺傳到倉屋敷家的才智，學科幾乎樣樣0分，只有胸部大小贏過了麗華，並引以為傲。在學校扮演著天然笨蛋的角色。專屬保鑣為錦織侑祈。
月（聲：大花どん）
142cm 74/52/75
從小就待在二階堂家的女僕，小海斗一歲，看起來一副冷靜、不帶表情的模樣。其身分是二階堂家的女僕長，負責二階堂家的生活一應事務，對於掃除相當拿手，據麗華說可以在一天之內把諾大二階堂家打掃完畢，如果看到有髒亂的東西心情就會變差。表面上是讓人信賴的女僕長，然而私下總可以與海斗交互著開著黃腔，演出對口相聲，並且會咧牙露出奸笑。由於存在感稀薄，有時會讓人無法察覺莫名的出現在身邊。
神崎萌（聲：成瀨未亞）
164cm 88/59/87
神崎家的長女，在古武術的高手神崎佃吾郎指導下學習武術，不太說話的無口屬性，雖然有著很可愛的名字，但是對於擁有天才武道家名號以及成熟姣好的身材的她，沒有人對她取過任何可愛的外號。由於長期的修行很少接觸社會，缺乏一般性常識，特別喜歡吃不像大小姐吃的食物，例如雜樣煎餅等，而且食量很大。主張行動派，然而由於缺乏一般性常識以及無法弄清楚身分的差距(禁止區域與大小姐的對比)，弄出不少麻煩與笨事。保鑣為南條薰。

### 曉之護衛本篇的其他角色
黑堂鏡花（聲：芹園みや）
黒堂家的千金，在不聽別人意見的地方與麗華相似，不能容許違抗自己的存在。與海斗一樣喜歡讀書，除此之外也擅長料理。不喜歡自己的保鑣，常常支開保鑣趁其不注意偷偷溜走買書，將彩視作是自己的對手。在《曉之護衛〜主角們的休息日〜》成為女主角之一。
柊朱美（聲：羽高なる）
以優秀的的成績、認真的態度進入憐櫻學園擔任教師，為海斗班級的班級導師。對於男女關係抱持著大人的餘裕的美麗教師，但其實是「禁止區域」方面的人，為「組織」五十嵐行雄的兩個女兒之一，作為間諜進入憐櫻學園。在《曉之護衛〜重罪末世論〜》成為女主角之一。
杏子（聲：大野まりな）
黒堂家的保鑣，過去曾在「禁止區域」被海斗所救，與其生活過一陣子，是少數知道海斗過去的人物。言詞粗暴，但是個性其實相當和善。由於不想被人得知其出生於「禁止區域」的事實，與海斗相同其履歷上在入學前的資料一片空白。在《曉之護衛〜主角們的休息日〜》成為女主角之一。
倉屋敷亚希子（聲：楠鈴音）
倉屋敷妙的母親，42歲，然而有者比實際年齡低的精神年齡，很容易興奮。倉屋敷重工的社長，有著領先全球的機器人製造技術，為侑祈的開發者，其丈夫已經過世。
南条薰（聲：芹園みや）
海斗的同學兼室友，在保鑣訓練的表現排名第二，以男性的身分進入學校就讀，與海斗同住時被海斗發現是女生，但海斗卻對其他人保隱瞞這個事實，實際上是南條家的千金。是個劍術高手，相當欽佩其武藝高強的護衛對象神崎萌。《曉之護衛〜重罪末世論〜》成為女主角之一。
宮川尊德（聲：春城学幸）
海斗的同期完成保鑣訓練者，也是侑祈在訓練時期的室友，在保鑣訓練的表現排名第一。是專業保鑣輩出的名門宮川家的么子。是個認真且懂變通的人，然而卻討厭海斗。欽慕著二階堂麗華，希望能成為麗華的保鑣。雖然一表正直的模樣，但意外的容易陷入情色的幻想，甚至當場流鼻血。
錦織侑祈（聲：小池竹蔵）
海斗的同期完成保鑣訓練者，長的一副不良少年的模樣，但其實很癡呆與天然，而且學業也不怎麼樣，身體機能與體力都比一般人優秀。是倉屋敷重工所開發出的最新型機器人，然而本人卻對自己是機器人這項事實一無所覺。
奥本雷太（聲：宝殿亭ガツ芯）
海斗的同期完成保鑣訓練者，看其來很肥胖，在保鑣訓練的表現排名第三。是名二次元熱衷者，甚至討厭起三次元的世界。由於身上有濃厚的體臭，使的其被護衛對象黒堂鏡花很討厭他，一直要雷太保持與鏡花的距離。很難與他人好好的對話，然而與海斗聊天時卻特別的饒舌。
佐竹明敏（聲：植木亨）
憐櫻學園的校長，是少數知道海斗由「禁止區域」出生的人，實力受到海斗所認可，為二階堂源蔵過去的保鑣。
二階堂源藏（聲：こんつ）
二階堂家的當家，對於二階堂麗華聘僱海斗很反感，然而又不得不顧及女兒的安全而答應。與海斗的父親朝霧雅樹過去是摯友，同時也是同期生，了解朝霧雅樹過去的事蹟。
神崎佃五郎（聲：立花十四朗）
神崎家的重要人物，具有日本屈指可數的權力，甚至連日本的總理大臣都不得不聽從，同時也是古武術的高手。溺愛著孫女神崎萌，提防著接近萌的人。
朝霧雅樹
朝霧海斗的父親，朝霧家過去是保鑣的名門，原本是許多人欽慕且待人溫柔的武術家，然而由於與護衛對象神田川百合結為連理，然而受到神崎佃五郎百般阻饒，不得已遷往「禁止區域」居住，最後由於事故導致其妻死亡，性情大變，變的殘忍嗜虐，在海斗成長的過程不斷施加拷問與責打的鍛鍊，使海斗非常想要殺他。在曉之護衛本編被海斗殺死，然而實際上卻活著，在續作《曉之護衛〜重罪末世論〜》中出現。
索納塔/卡娜塔（聲：金松由花/渋谷ひめ）
二階堂麗華養在房間的小豹，原本麗華要將他們養成保鑣，因此受過專業的教養訓練。對於接近麗華的人保持高度的警戒，索納塔比較兇暴而卡娜塔比較溫和，兩豹常在麗華房間一搭一和的聊天。

### 曉之護衛〜重罪末世論〜的主要角色
宮川清美（聲：さくらはづき）
尊徳的姊姊，曾在21歲時取得國家公務員II種的資格，現年24歲，在警察部門活躍著，有著很強的正義感，然而也有著不等待手下就迫不及帶行動的缺失。認為「禁止區域」的人多為犯罪者，因此討厭禁止區域出生的人，對海斗的人品作為抱持著疑心。在學生時代曾經是參加網球隊，因為美貌有著取多的追求者，曾經甩掉99個直人所介紹的婚約候選人。
舞（聲：稲狩裕子）
從小在「禁止區域」區域長大的少女，深受五十嵐行雄的信賴，「組織」中的幹部，為自己的欲望而活著的人，興趣是拷問以及虐殺。目前只有海斗在他的拷問中活了下來。戰鬥力比姐姐朱美高，然而容易受到挑撥，因此在綜合戰力反而比朱美低。
詩音（聲：古閑ゆき）
中國人與日本人的混血兒，是格鬥技達人，與哥哥龍一同來到日本，言談舉止有如大人一般，討厭日本人。
柏（聲：日立このみ）
《曉之護衛〜主角們的休息日〜》登場過，然而在《曉之護衛〜重罪末世論〜》才知道名字。與小的時候海斗在「禁止區域」相遇，說著要「守護海斗」。被二階堂彩在二階堂家家中發現，被彩命名為「柏」。有著一頭的白髮，外貌和多年前與海斗相遇時沒甚麼差別，是「組織」中的一員，須藤的搭擋，對於海斗母親的死亡很自責，因此希望守護海斗。
田宮沙代（聲：佐々留美子）
林真己登的青梅竹馬，在隔壁車站的學校上學，擅長裁縫。對於誰都很溫柔，在真己登面前除外，擔心著真己登是否適應憐櫻學園的生活。
中里翔子（聲：春乃伊吹）
中里亮的義妹，亮在做保鑣工作時與亮一起到了二階堂家，非常的老實，由於眼睛看不到的關係，而一直害怕著。
相馬楓（聲：澤田なつ）
相馬忠夫的女兒，「組織」的幹部之一，就算是睡覺也會抱著母親留下作為紀念的日本刀，是個劍道的高手。
加奈子（聲：北都南）
「禁止區域」出生，依靠頭腦與智慧戰鬥的少女。

### 曉之護衛〜重罪末世論〜的其他角色
南条武志（聲：本多啓吾）
南條薰的弟弟，小薰兩歲，由於沒什麼特別的才能，對於父親要求他成為保鑣的期待煩惱，興趣是釣魚。與海斗認識後，開始認真思考自己能做到什麼。
宮川直人（聲：ルネッサンス山田）
尊徳的哥哥，在官網上說是宮川家的二哥，然而在遊戲中卻是長子。是知名政治家武藤的保鑣。是南條薰的婚約候補者，給薰一定的尊重，認為只要在身分上薰是他的妻子就行了。
龍（聲：ほうでん亭プリスケ）
詩音的哥哥，在23歲取得保鑣的資格，有著高超的格鬥技術與智慧，祖先是已經沒落的名門。與詩音一樣都討厭日本人。
中里亮（聲：空乃太陽）
海斗原本的保鑣任務空下來後所聘僱的臨時保鑣，與海斗同一世代，然而是在外國以取得保鑣的執照的優秀保鑣，父親是過去的政治家五十嵐行雄，母親則是女演員中里喜美子。因為遺傳關係，有著帥氣的外貌，又由於訓練時期表現優秀的關係，被二階堂源蔵看上，聘僱為保鑣。然而實際上是個驕傲、自我中心又目空一切的人，而且氣量狹小，對於二階堂一家表現出一付殷勤的態度，然而麗華、彩、月和尊德卻對他避如蛇蠍。
五十嵐行雄（聲：舞幸運）
過去是政治家，現為「組織」的實際首領，是遺傳因子和男女差異論的信徒，其子女分別為分別為柊朱美、中里亮、舞。
安藤康高（聲：藤流水）
由於二階堂家的園藝師退休而新聘的園藝師，體格健壯，雖然說是二十多歲但是實際看起來遠不只這個歲數。相對於剛正了臉孔與身體線條，意外的小心眼。剛來時原本都做不好，然後漸漸的進步著，真實身分其實是警察方面的間諜。
林真己登（聲：原田友貴）
來自一般的家庭的保鑣訓練生，目前為憐櫻學園的一年級生，是個一旦一言不合就會與其他學生大打出手的問題少年。過去的收入不穩定，因保鑣的收入穩定才來當保鑣，對於尊徳與侑祈的話比較能聽得進去，擅長打麻將，幾乎專業級。過去與青梅竹馬田宮沙代關係良好，現在卻不斷的避開他。
相馬忠夫（聲：子太明）
《曉之護衛〜主角們的休息日〜》登場過，作為「組織」的幹部之一，特殊部隊的部隊長而登場。在「禁止區域」中是個可被信賴的人，其壓倒性的實力讓人懼怕，對被其認可實力的人相當禮貌。與海斗的父親雅樹有著打出來的交情。
櫻坂風子（聲：なかせひな）
風俗店「New Rise(ニューライズ)」的老闆，過去也曾經在風俗店賣身過。對於獨生女櫻坂絆很是溺愛，雖然不知道父親是誰，但卻一點都不在意。因為資金的週轉而從事危險的工作，知道朝霧親子間的事情。
櫻坂絆（聲：涼森ちさと）
櫻坂風子的女兒，習慣對親近的人物取綽號，風子的朋友朱美對絆非常照顧與保護。喜歡動物而且有與動物親近的體質，甚至連兇猛的警犬都會對其撒嬌。
岡崎隆之介（聲：機知通）
風子的左右手，與風子一同經營「New Rise(ニューライズ)」，曾經被風子所救，對風子很忠誠。
須藤（聲：北条賢）
佐為死刑犯被監禁，是「禁止區域」出生，其戶籍經歷不明。本名也不知道是不是叫須藤，自稱知道禁止區域一切，對清美提出以釋放作為條件的談判。

## Staff
- 编剧：衣笠彰梧
- 角色设计/原图：知世俊作
- 音乐：伊福部武史（Angel Note）
- OP电影：神月社（Mju:z）

## 主題曲

### 曉之護衛本篇
- 開幕曲「Together」

作詞：中山♥マミ（Angel Note）, 作曲・編曲：不知火つばさ（Angel Note）, 歌：榊原ゆい
- 閉幕曲「パーソナルスペース」

作詞：kala（Angel Note）, 作曲・編曲：椎名俊介（Angel Note）, 歌：榊原ゆい

### 曉之護衛〜主角們的休息日〜
- 開幕曲「Guardian Heart」

作詞：wight, 作曲・編曲：wight, 歌：Barbarian On The Groove feat.真理絵
- 閉幕曲「明日へ」

作詞：wight, 作曲・編曲：mo2, 歌：Barbarian On The Groove feat.古都美珠
- 杏子篇閉幕曲「Together」

作詞：中山♥マミ（Angel Note）, 作曲・編曲：不知火つばさ（Angel Note），歌：榊原ゆい

### 曉之護衛〜重罪末世論〜
- 開幕曲一

作詞・コーラス：kala（Angel Note），作曲・編曲：井ノ原智（Angel Note），Vocal：榊原ゆい，製作：Angel Note
- 開幕曲二「OWN JUSTICE」

作詞・作曲・コーラス：片霧烈火，編曲：橋本鏡也，Vocal：神月社，製作：CLOSED/UNDERGROUND
- 閉幕曲一

作詞：wight，作曲・編曲：mo2，Vocal：Barbarian On The Groove feat. 璃杏，制作：Barbarian On The Groove
- 閉幕曲二

作詞・作曲・編曲：wight，Vocal：Barbarian On The Groove feat. カヒーナ，制作：Barbarian On The Groove

### 曉之護衛Trinity
- 主題曲一「Judge of a Life」

歌：榊原ゆい，製作：Angel Note
- 插曲一「Heart of Mind」

歌：榊原ゆい，製作：Angel Note

## 相關商品
- （2008年9月28日發售）
- （2008年11月29日發售）
- （2008年12月10日發售、Aタイプ/Bタイプ）

### CD
電影原聲帶
- 2008年9月26日發售。
- 2010年10月27日發售。

廣播劇CD
- 2010年12月29日發售。限定盤特典：オリジナルテレホンカード。

## 外部連結
- 曉之護衛官方網站 （页面存档备份，存于）（日語）
- 曉之護衛〜重罪末世論〜官方網站 （页面存档备份，存于）（日語）
- 曉之護衛〜主角們的休息日〜官方網站 （页面存档备份，存于）（日語）
- 曉之護衛Trinity PSP/PS3版官方網站 （页面存档备份，存于）（日語）
- 曉之護衛Trinity PC版官方網站 （页面存档备份，存于）（日語）